# 김숙흥
김숙흥(金叔興, ?~1011년 3월 5일(음력 1월 28일))은 고려의 무신이다.

## 생애
1010년, 거란 성종이 40만군을 이끌고 고려를 침략해 개성을 함락시키자, 그들이 돌아갈 때 중랑장 보량(保良)과 거란군을 공격해 1만여 명의 거란군을 베었다.
다음해인 1011년에는 거란의 선봉을 애전 지방에서 격파해 1천여 명을 베었지만 거란군의 대규모 공격을 받아 서북면도순검사(西北面都巡檢使) 양규(楊規)와 함께 전사했다.
그 공으로 그는 장군에 추증되었으며, 어머니 이씨는 해마다 조 50석을 받게되었고, 1024년에 그는 삼한후벽상공신(三韓後壁上功臣)에 녹권되었다. 문종 때는 공신각(功臣閣)에 그를 그려 넣도록 했다.

## 대중 문화
영상 매체에서 김숙흥을 연기한 배우는 다음과 같다.
- 홍성호: 텔레비전 드라마 《천추태후》(KBS, 2009년)
- 주연우: 텔레비전 드라마 《고려거란전쟁》(KBS, 2023년~2024년)